# نخستین سرقت بزرگ قطار
نخستین سرقت بزرگ قطار (انگلیسی: The First Great Train Robbery) فیلمی بریتانیایی در سبک سرقت به کارگردانی مایکل کرایتون است که در سال ۱۹۷۹ منتشر شد. از بازیگران آن می‌توان به شان کانری، دونالد ساترلند، لسلی-آنه داون، و آندره مورل اشاره کرد.

## موضوع فیلم
در دوران ویکتوریایی انگستان، یک تبهکار باهوش نقشه‌ای زیرکانه برای سرقت محموله طلای یک قطار را می‌کشد و…